# 29세의 크리스마스
《29세의 크리스마스》(29歳のクリスマス)는 1994년 10월 20일 ～ 12월 22일에 후지 TV 계열에서 방송된 드라마이다. 총 10회로 구성되어 있고, 마지막회는 30분 확대하여(22:00～23:24) 방송하였다. 20대 여성을 주요 목표층으로 한 트렌디 드라마이다. 우정, 남녀관계, 결혼관 등 연애 드라마의 기본과 인생관에 대해 다루고 있으며, 제13회 '무코다 쿠니코상'을 수상하였다.
2003년에는 대한민국에서 《싱글즈》라는 제목의 영화로 리메이크 되었다.

## 줄거리
야부키 노리코 (배우: 야마구치 토모코), 신타니 켄(배우: 야나기바 토시로), 이마이 아야 (배우: 마츠시타 유키) 세 사람의 우정, 각자의 사랑, 일에 대해 그리고 있다.

## 주요 출연진
- 야부키 노리코 (矢吹典子, 29)：야마구치 토모코
- 신타니 켄 (新谷賢, 31)：야나기바 토시로
- 이마이 아야 (今井彩, 28)：마츠시타 유키
- 키사 히로유키 (木佐裕之, 31)：나카무라 토오루
- 우에코시 카나 (上越香奈, 25)：미즈노 마키
- 후카사와 마호 (深沢真穂, 22)：이나모리 이즈미
- 아사바 타츠야 (浅葉達也, 30)：타케시타 요시노부
- 나가오리 히데아키 (長堀英明, 45)：콘도 토시노리
- 야부키 미와 (矢吹美和, 56)：요시유키 카즈코
- 키사 미치코 (木佐三千子, 51)：호시 유리코

## 제목 및 시청률
| 각화 | 제목                                                     | 시청률 |
| ---- | -------------------------------------------------------- | ------ |
| 1화  | 인생 최악의 생일 (人生最悪の誕生日)                      | 20.9%  |
| 2화  | 바보 취급 하지마 (バカにしないでよ)                      | 18.9%  |
| 3화  | 그의 어머니와 만나다 (彼の母親と会う)                    | 21.3%  |
| 4화  | 국장님이라 불려 (お局様と呼ばれて)                       | 20.8%  |
| 5화  | 귀엽성 없는 여자 (可愛げのない女)                        | 20.7%  |
| 6화  | 남자와 여자의 사고 (男と女のアクシデント)                | 22.3%  |
| 7화  | 비극의 히로인 (悲劇のヒロイン)                           | 21.1%  |
| 8화  | 행복은 금방 부셔진다 (幸福はすぐ壊れる)                  | 23.8%  |
| 9화  | 솔직해지고 싶어 (素直になりたい)                         | 22.9%  |
| 10화 | 누구의 것도 아닌, 나의 인생 (誰のものでもない、私の人生) | 26.9%  |

평균시청률 22.2%

## 주제가
- 머라이어 캐리 - All I Want for Christmas Is You

| 후지 TV 목요극장 | 후지 TV 목요극장                            | 후지 TV 목요극장 |
| 이전 작품        | 작품명                                      | 다음 작품        |
| ---------------- | ------------------------------------------- | ---------------- |
| 굿모닝           | 29세의 크리스마스 (1994.10.20 - 1994.12.22) | 밝은 가족계획    |